# Ivanoe Bonomi
Ivanoe Bonomi [iˈvaːnoe boˈnɔːmi] (18. října 1873 Mantova – 20. dubna 1951 Řím) byl italský středolevý politik, dvakrát italský premiér. Poprvé byl premiérem od 4. července 1921 do 26. února 1922 coby první socialista v tomto úřadě, podruhé 18. června 1944 – 19. června 1945. Kromě toho sloužil i jako ministr v několika resortech a v posledních letech života také jako předseda italského senátu.
Pocházel z Mantovy. Do parlamentu byl poprvé zvolen roku 1909. Za druhé světové války byl členem protifašistického odboje a po válce se zasloužil o přechod Itálie k demokracii a o poválečný italský sociální systém. Byl spoluzakladatelem a až do smrti čestným předsedou Italské demokratické socialistické strany.